# Iliamna bakeri
Iliamna bakeri är en malvaväxtart som först beskrevs av Jepson, och fick sitt nu gällande namn av Ira Loren Wiggins. Iliamna bakeri ingår i släktet Iliamna och familjen malvaväxter. Inga underarter finns listade i Catalogue of Life.